# Corynebacterium
Genre
Synonymes
- Turicella Funke et al. 1994
- Caseobacter Crombach 1978
- Bacterionema Gilmour et al. 1961

Corynebacterium (en français les Corynébactéries) est un genre de bacilles Gram positif de la famille des Corynebacteriaceae. Il comporte plusieurs espèces pathogènes au premier rang desquelles C. diphtheriae, espèce type du genre et agent infectieux principalement responsable de la diphtérie.
Ces bactéries sont très répandues dans l'environnement (air, sol, eau douce), chez l'animal (volailles, poissons) et l'être humain où elles abondent dans le microbiote cutané et dans certaines muqueuses.

## Taxonomie
La description du genre Corynebacterium est ancienne puisqu'il apparaît pour la première fois dans un atlas médical publié par K.B. Lehmann (en) et R.O. Neumann (en) en 1896. Il fait partie des taxons admis dans la liste de validation publiée en 1980 par l'ICSB (ancêtre de l'ICSP) dans l'IJSB (ancêtre de l'IJSEM).
En 2010, K.A. Bernard et al. proposent d'en amender la description pour y intégrer l'utilisation du citrate comme unique source de carbone par certaines souches. En 2018, I. Baek et al. s'appuient sur la phylogénétique moléculaire pour démontrer que l'espèce Turicella otitidis est en réalité une Corynébactérie, faisant à nouveau de Corynebacterium l'unique genre de la famille des Corynebacteriaceae. La même année, ces conclusions sont reprises dans une vaste étude de I. Nouioui et al. consacrée à la taxonomie du phylum Actinomycetota (anc. Actinobacteria).

## Caractéristiques bactériologiques
Le genre Corynebacterium est décrit dans les ouvrages de référence tels que le Bergey's Manual of Systematic Bacteriology ou The Prokaryotes.

### Morphologie
Les Corynébactéries ont généralement l'aspect de bacilles rectilignes ou légèrement incurvés, courts ou de longueur moyenne, aux extrémités effilées. Elles sont immobiles (en) et non sporulées. Certaines espèces présentent des formes particulières : bacilles elliptiques ou ovoïdes, dilatés à l'une ou aux deux extrémités (typique de C. diphtheriae), fins avec une série de renflements successifs (C. sundsvallense), voire même en « manche de fouet » (C. matruchotii).
Ces bactéries sont de forme irrégulière, en général de forme renflée à une extrémité (en massue). Leur mode de groupement particulier (en V, N, L ou en idéogrammes, en palissades) témoigne de leur division par fission binaire inégale. De plus, ils possèdent des granulations métachromatiques mises en évidence par la coloration d'Albert (absence de coloration).

### Structure de la paroi
Les Corynébactéries sont munies d'une paroi complexe, épaisse, riche en acides gras à longues chaînes, qui les rapproche des Mycobactéries. 

### Caractères biochimiques

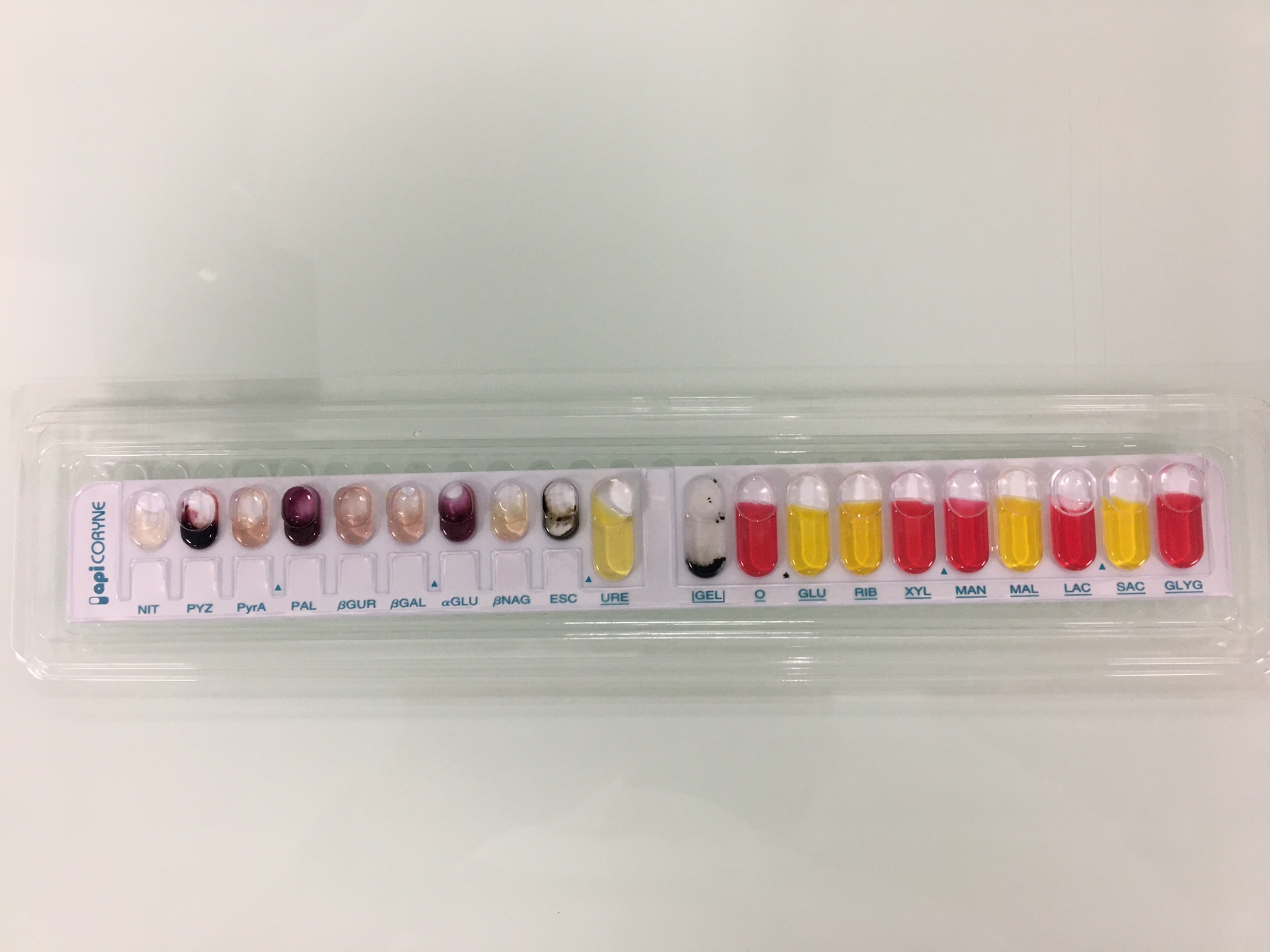
Micro galerie d'identification API® Coryne d'une Corynébactérie.

En 2014, toutes les espèces de Corynébactéries connues possèdent une catalase et la plupart sont dépourvues d'oxydase, à quelques exceptions près (par ex. C. doosanense, C. maris et C. nuruki). La plupart des espèces sont 
Ils possèdent une catalase et sont, pour la plupart, aéro-anaérobies facultatifs. Certaines espèces sont anaérobies strictes, notamment C. acnes (Propionibacterium acnes) et C. minutissimum. L'identification s'effectue par les méthodes habituelles (API Coryne, Vitek2, spectrométrie de masse).
Leur paroi contient de l'acide méso-diaminopimélique (méso-DAP) comme acide aminé de jonction dans son peptidoglycane[réf. nécessaire]. Les principaux glucides présents dans la paroi sont l'arabinose et le galactose[réf. nécessaire]. Les acides gras cellulaires sont majoritairement les suivants : 18,1 ; 16 et 18,0[réf. nécessaire]. Leur GC% est compris entre 51 et 63.

### Culture

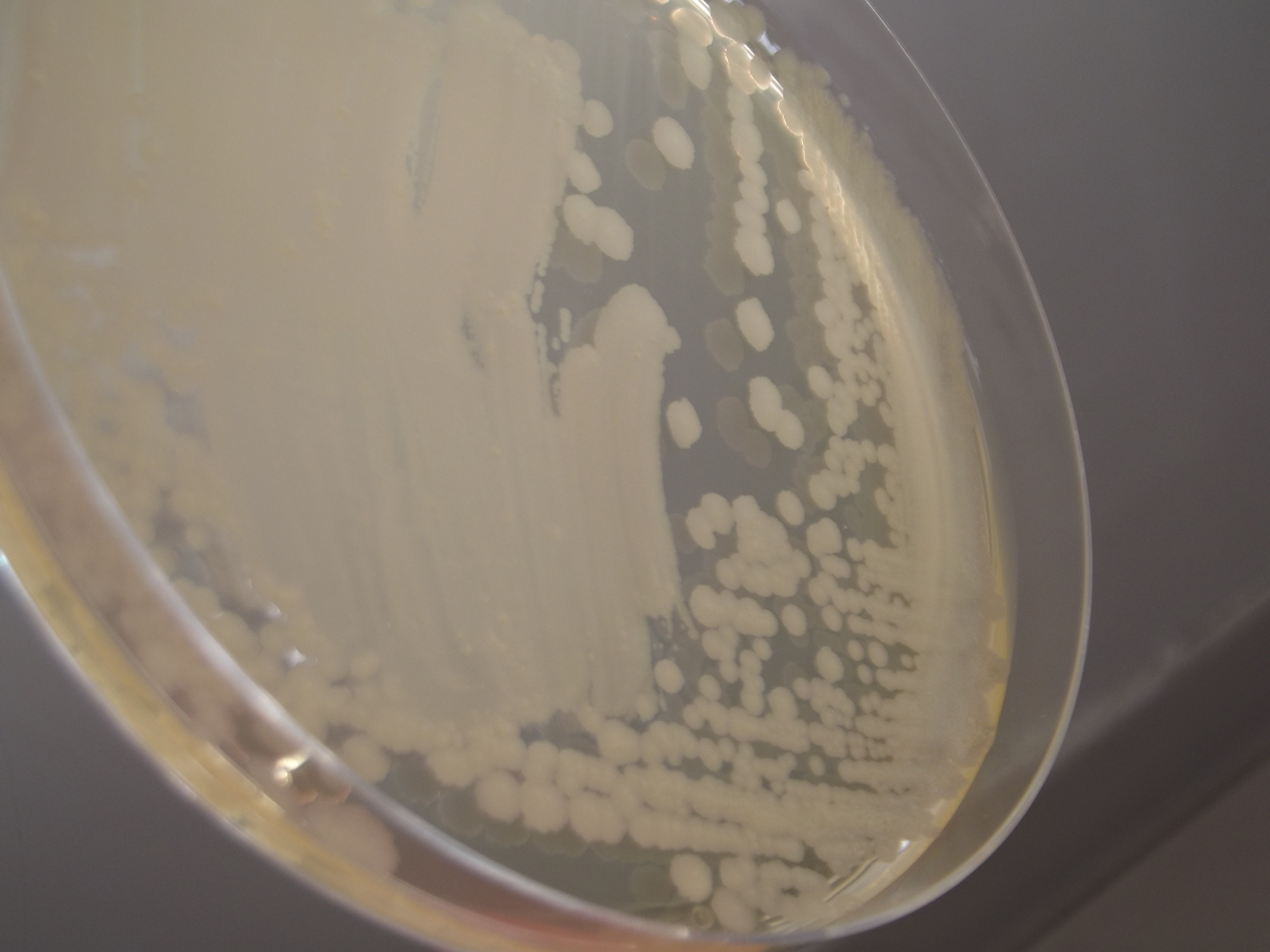
La plupart des Corynébactéries cultivent facilement sur les milieux ordinaires, ici sur une gélose tryptone soja.

Les Corynebacterium sont peu exigeants : ils sont cultivés sur milieu ordinaire et certaines espèces préférentiellement sur gélose au sang, donnant des colonies de type R sans relief. Certaines espèces sont lipophiles (elles nécessitent des lipides pour leur croissance).
En microbiologie clinique, deux types de milieux de culture sont utilisés pour isoler les Corynébactéries du « complexe Corynebacterium diphtheriae » responsables de la diphtérie :
- les prélèvements, toujours polymicrobiens puisqu'ils proviennent de sites muqueux et cutanés non stériles, doivent être inoculés sur des milieux sélectifs au tellurite de potassium (en) conçus à cet effet : gélose Hoyle, gélose Tinsdale ou CTBA ;
- un milieu enrichi non sélectif tel que le milieu Loeffler peut leur être associé pour favoriser la croissance des Corynébactéries et l'expression par C. diphtheriae du phénotype typique utile au diagnostic.

## Pathogénicité

### Diphtérie et complexeCorynebacterium diphtheriae
Le « complexe Corynebacterium diphtheriae » regroupe les espèces du genre Corynebacterium susceptibles de produire la toxine diphtérique et donc de présenter la pathogénicité caractéristique de la diphtérie humaine : il s'agit classiquement de C. diphtheriae, C. pseudotuberculosis et C. ulcerans, encore citées comme les trois seules espèces toxinogènes du genre dans la deuxième édition du Bergey's Manual of Systematic Bacteriology en 2012. Néanmoins la présence du gène tox, qui conditionne la possibilité pour une Corynébactérie de produire la toxine, a été démontrée chez des espèces plus récemment décrites, telles que C. belfantii, C. rouxii, C. silvaticum et C. ramonii.
En France, un Centre National de Référence (CNR) hébergé par l'Institut Pasteur assure les missions d'expertise, de conseil, de surveillance épidémiologique et le cas échéant d'alerte aux autorités de santé publique en rapport avec ces Corynébactéries.

### Autres formes de pathogénicité
De nombreuses espèces de Corynébactéries pathogènes pour l'être humain peuvent provoquer des infections sans rapport avec la diphtérie. Une revue bibliographique publiée en 2012 a répertorié un double spectre d'espèces « fréquemment » isolées (au sens de plus de 10 occurrences dans la littérature) et de manifestations cliniques. Il en ressort que les bactéries impliquées appartiennent aussi bien au complexe diphteriae qu'à d'autres espèces (C. afermentans, C. amycolatum, C. jeikeium, C. macginleyi, C. minutisimum, C. pseudodiphtheriticum, C. striatum, C. urealyticum, C. xerosis etc.) et qu'elles sont principalement responsables de bactériémies, d'abcès, de dermohypodermites, mais aussi plus rarement d'endocardites infectieuses, de méningites, de péritonites, d'adénites etc.
En tant que représentants du microbiote cutané humain normal, les Corynébactéries sont naturellement susceptibles de souiller les hémocultures si la ponction veineuse n'est pas effectuée dans de parfaites conditions d'asepsie. Leur isolement dans ce type de prélèvements doit donc amener à discuter au cas par cas leur pathogénicité réelle, en tenant compte de l'espèce identifiée et du contexte clinique précis,.
Deux présentations dermatologiques spécifiques sont imputables à des Corynébactéries :
- l'érythrasma, une dermatose des plis causée par C. minutissimum ;
- la trichobactériose, dermatose de la peau pileuse due à différentes espèces de Corynébactéries dont C. flavescens.